# Поворська сільська територіальна громада
Поворська сільська об'єднана територіальна громада — об'єднана територіальна громада в Україні, в Ковельському районі Волинської області. Адміністративний центр — село Поворськ.
Площа громади — 297,21 км², населення — 4462 мешканці (2018).
Утворена 1 липня 2016 року шляхом об'єднання Козлиничівської, Пісочненської, Поворської та Ситовичівської сільських рад Ковельського району.

## Населені пункти
До складу громади входять 11 сіл: Грив'ятки, Гулівка, Заячівка, Козлиничі, Луківка, Озерне, Пісочне, Поворськ, Світле, Ситовичі та Шкурат.